# Drino curta
Drino curta là một loài ruồi trong họ Tachinidae.